# Philopotinae
Philopotinae – podrodzina muchówek z podrzędu krótkoczułkich i rodziny opękowatych. 
Spośród innych opękowatych przedstawiciele tej podrodziny wyróżniają się dobrze rozwiniętymi, silnie powiększonymi płatami postpronotum, które są do siebie zbliżone lub zespolone ze sobą w formę tarczy.
Rozwój odbywa się z nadprzeobrażeniem, a larwy są wewnętrznymi parazytoidami pająków.
Należą tu rodzaje:
- †Archaeterphis Hauser et Winterton, 2007
- †Eulonchiella Meunier, 1912
- †Hoffeinsomyia Gillung et Winterton, 2017
- Megalybus Philippi
- Neophilopota Schlinger, 2013
- Philopota Wiedemann
- †Prophilopota Hennig, 1996
- Quasi Gillung et Winterton
- Terphis Erichson